# 刘云广
刘云广（1959年8月—），汉族，山东烟台人，中华人民共和国政治人物。

## 生平
1978年9月参加工作，1986年9月，加入中国共产党。2006年4月，任北京市门头沟区委副书记、区政府党组书记、副区长、代区长。2006年12月，当选门头沟区人民政府区长。2010年3月，任中共北京市门头沟区委书记。2011年3月，任北京市编办主任、北京市第十二届纪律检查委员会委员。2018年1月，任北京市人大常委会秘书长。